# Masdevallia anomala
Masdevallia anomala là một loài thực vật có hoa trong họ Lan. Loài này được Luer & Sijm mô tả khoa học đầu tiên năm 2003.